# Aziz Chouaki
 (février 2023).
Aziz Chouaki, de son vrai nom El Hachemi Chouaki, né le 17 août 1951 à Tizi Rached (Algérie) et mort le 16 avril 2019 à Saint-Denis,, est un écrivain, musicien, romancier et dramaturge algérien. Auteur d’une quarantaine d’ouvrages, il est considéré comme « l’un des plus grands écrivains algériens contemporains ».

## Biographie

### Débuts algérois: musique et littérature
Aziz Chouaki est né à Tizi Rached, en Algérie française à l'époque, dans une famille d'instituteurs. En 1955, alors que la guerre d'Algérie bat son plein, il rejoint la capitale avec sa mère institutrice francophone. Profondément marqué par l'abandon de son père, il se réfugie dans les livres, au carrefour de deux langues, le berbère et le français. 
C'est en fouinant dans la bibliothèque de la caserne qu'il découvre la littérature française classique. À sa sortie, en 1977, il se met à écrire. En 1983, il publie à compte d'auteur un recueil de nouvelles et de poèmes au style très particulier : Argo (« Le diadème était maudit », « Feux et encres », « Intronisant fatal le venin », « Le serpent vénérant royal », « Fiel et science », « Le siècle était bien funeste »).
Il entame des études de littérature anglaise à l'Université d'Alger et rédige un mémoire sur Ulysse de James Joyce. Parallèlement à son cursus universitaire, il se frotte à la musique, qu'il pratique depuis l'âge de 17 ans. Rapidement hissé au rang de professionnel, il devient un acteur majeur du milieu rock algérois, bien loin du circuit traditionnel. Guitariste héritier des traditions musicales pieds-noirs, il écume les cabarets de la côte algéroise et joue un répertoire qui va des Beatles, Jimi Hendrix à Wes Montgomery. La musique marque durablement sa démarche d'auteur : Chouaki se dit influencé autant par Rabelais et Borges que par Miles Davis.
En 1988, il publie Baya, un premier roman singulier. Il s'agit du long monologue d'une femme où l'inconscient féminin algérien remonte à la surface. À la fois pur produit colonial et dépositaire de la tradition algéroise, Baya incarne l'Algérie nostalgique du « temps de la France ».  Ayant un lourd complexe d'identité, il écrit notamment : 
« Paris gris dehors pluvieux, chaud dedans radieux. Les belles voitures de luxe, feutrées, le métro tout clinquant, net. Les Arabes et les Noirs, ils rasent les murs, ça se voit; il y en a un il était en chemise, il tremblait de froid  mais va t'acheter une veste, mon vieux ! Ou alors dégage : il me donne honte d'être algérienne. J'ai rien à voir avec cette chose crépue moi ! »
— Aziz Chouaki, Baya
Ce texte est repéré en 1990 par le metteur en scène Jean-Pierre Vincent, alors directeur du Théâtre des Amandiers de Nanterre, qui a cette phrase à l'adresse de l'auteur : « Tu es comme Monsieur Jourdain, tu fais du théâtre sans le savoir ! ». Le texte est monté aux Amandiers en 1991. À la grande surprise de l'auteur lui-même, une carrière de dramaturge s'amorce.
En 1988, sur fond d'islamisme radical, l'Algérie est le théâtre d'émeutes populaires. Durant cette période,  Aziz Chouaki signe chaque semaine dans le Nouvel Hebdo des « Nouvelles sulfureuses » qui mettent en scène autant le FLN que les islamistes. Des menaces de mort le persuadent de quitter le pays définitivement le 11 janvier 1991.

### Exil parisien: le théâtre
En 1997, il publie aux éditions Mille et une nuits Les Oranges, texte majeur du théâtre francophone qui rencontre son public et la critique. À la fois fable et fresque historique, le texte raconte l'histoire du peuple algérien à travers la métaphore des Oranges. Le texte est joué fréquemment en France et à l'étranger. Cependant, l'écriture romanesque reste son territoire de prédilection. Entre 2000 et 2004 paraissent Aigle, L'Étoile d'Alger (publié dans plusieurs langues, Prix Fnac 2004, Prix Flaiano 2006 à Rome) et Arobase.
Au théâtre débute un long compagnonnage entre Aziz Chouaki et Jean-Louis Martinelli, directeur du Théâtre des Amandiers de Nanterre, qui lui commande plusieurs textes (Zoltan, Corsica, Esperanza), ainsi qu'Une virée, monté en 2004, 2005, 2006. S'ensuit une adaptation pour le théâtre suédois en 2007 : « Tel l'auteur suédois Lars Norén, Aziz manie de la dynamite et parvient à nous faire rire alors même que ses 3 personnages — trois grands paumés du monde — nous entraînent dans une descente aux enfers », affirme Jean-Louis Martinelli.
La collaboration avec Jean-Louis Martinelli, marquée par la mise en scène du texte Les Coloniaux en 2009, mène à une commande d'écriture autour du Dom Juan de Molière, texte mis en espace par Michel Didym et Laurent Vacher à la Mousson d'été en 2006. « C'est à partir de cette structure — celle d'un Dom Juan qui trahit toutes les formes de pureté — qu'Aziz Chouaki laisse sa langue magnifique pénétrer dans la modernité de ce mythe si présent », déclare Michel Didym.
« Quel parcours, quel parcours. Je suis né de poussières de paroles, moi, de présents lambeaux de propos, Dom Juan, de balcon à balcon, bribes de marchés andalous, racontars de bars à tapas, coutelas et vin sombre, légendes d'arrière mémoire (...). Molière a moulé mes raisons, il a mis des étoiles dans le flot de ma fange. Puis j'ai voyagé, beaucoup, au hasard des plumes, tant y a du jus à jouir, dandy absolu chez Baudelaire, héros romantique chez Mozart mille e tré, je me suis retrouvé icône de classe chez Brecht, de retour d'exil chez Pouchkine, à la fois carpe et lapin, toujours entre l'ail et la croix, quoi, le soufre et le ciel. »
— Aziz Chouaki, Dom Juan, acte IV, scène 1.
Aziz Chouaki meurt d’un arrêt cardiaque le 16 avril 2019 à Saint-Denis.

## Œuvres

### Parutions
- 1982 : Argo, Alger, éd. L'Unité (poèmes/nouvelles)
- 1989 : Baya, Alger, éd. Laphomic (roman)
- 1998 : Les Oranges, éd. Mille et une nuits (théâtre)
- 2000 : Aigle, éd. Gallimard (roman)
- 2001 : Avoir 20 ans à Alger, éd. Alternatives (fiction)
- 2001 : El Maestro, éd. Théâtrales (théâtre)
- 2002 : L'Étoile d'Alger, éd. Balland, éd. Points Seuils, 2004 (roman)
- 2004 : Arobase, Balland (roman)
- 2005 : Une virée, éd. Théâtrales (théâtre)
- 2007 : Le Tampon vert, éd. Théâtrales (théâtre)
- 2009 : L'Argent, collectif, commande de la Comédie-Française
- 2009 : Aigle, éd. Ex Aequo (réédition)
- 2009 : Les Coloniaux, éd. Mille et nuits (théâtre)
- 2009 : Dom Juan, éd. Solitaires intempestifs (théâtre)
- 2010 : Chez Mimi, éd. Les Cygnes (théâtre)
- 2011 : La Pomme et le Couteau, éd. Les Cygnes (théâtre)
- 2012 : Zoltan, éd. Les Cygnes (théâtre)
- 2014 : Esperanza (Lampedusa), éd. Les Cygnes (théâtre)
- 2018 : Nénesse, éd. Les Cygnes (théâtre).

### Théâtre
- 1991 : Baya, mise en scène Michèle Sigal, Théâtre Nanterre Amandiers, captation France Culture
- 1996 : Boudin-purée, mise en scène Mustapha Aouar, Gare au Théâtre, Vitry-sur-Seine
- 1997 : Les Oranges, mise en scène de l’auteur, TILF, La Villette
- 1999 : Le Père indigne, mise en scène Mustapha Aouar, Gare au Théâtre, Vitry-sur-Seine
- 1999 : Bazar, mise en scène Pascale Spengler, La laiterie Strasbourg
- 2000 : Le Trésor, mise en espace Michel Didym, Théâtre Saulcy, Metz
- 2001 : Avoir 20 ans à Alger, mise en scène Mustapha Aouar, Gare au théâtre, Vitry-sur-Seine
- 2001 : Le Portefeuille, mise en scène Mustapha Aouar, La laiterie Strasbourg
- 2001 : El Maestro, mise en scène Nabil El Azan, scène nationale du Creusot, la Mousson d’été, TILF La Villette + mise en scène de l’auteur, Avignon 2002. Tournée en 2003. Mise en scène Francis Azéma, Toulouse, 2009
- 2003 : L'Arrêt de bus, mise en scène Laurent Vacher, scène nationale de Forbach, suivie d'une tournée
- 2004 : Une virée, commande d’écriture Nanterre-Amandiers, mise en scène Jean-Louis Martinelli, ; adaptation en suédois, produite par Lars Norén au Riksteatern, mise en scène Jean-Louis Martinelli, tournée suédoise en 2005 ; tournée française en 2006 ; reprise en 2006 à Nanterre-Amandiers
- 2006 : Les Coloniaux, lecture par Fellag, à Verdun, Bar le Duc
- 2006 : Dom Juan, commande Nanterre-Amandiers, mise en espace Michel Didym et Laurent Vacher
- 2007 : Les Coloniaux, mise en espace Jean-Louis Martinelli, Mousson d’été ; mise en scène à Nanterre Amandiers en 2009 ; captation TV5
- 2009 : Les Oranges, mise en scène Akel Akian, Théâtre de Lenche, Marseille
- 2011 : L'Étoile d'Alger, adaptation hip-hop, compagnie Farid O
- 2011 : Chez Mimi, mise en scène Frédérique Lazarini, Vingtième Théâtre
- 2011 : La Pomme et le Couteau, mise en espace Michel Didym, pour France Culture
- 2015 : Esperanza, festival d'Avignon au lycée Saint Joseph, capté par RFI
- 2015 : El Maestro, festival d'Avignon à l'espace Roseau
- 2016 : Esperanza création au Théâtre National de Nice mise en scène Hovnatan Avédikian
- 2017 : Palestro, écrit avec Bruno Boulzaguet ; Théâtre 71 Malakoff puis Théâtre de l'Atalante à Paris, puis Théâtre des Bernardines à Marseille
- 2017: Esperanza, mise en scène Hovnatan Avédikian au théâtre des Halles festival d'Avignon
- 2018 : Nénesse, mise en scène Jean Louis Martinelli, Théâtre Déjazet
- 2018 : Europa, mise en scène Hovnatan Avédikian, Théâtre de la Manufacture des Abbesses, puis Lavoir Moderne Parisien.
- 2019 : Europa, mise en scène Hovnatan Avédikian, Théâtre du Girasole, Festival d'Avignon
- 2022 : Le Lys et le Jasmin, mise en scène Maera Hill-Chouaki[4], Maison du Théâtre et de la danse, Epinay-sur-Seine
- 2022 : El Maestro, mise en scène Jacques Séchaud, Théâtre de la Reine Blanche, Paris

### Filmographie
- Aziz Chouaki ou le serment des oranges de Lamine Ammar-Khodja, s. n., s. l., 2008, 60 min
- Les coloniaux, film d'Hélène Ricome, COPAT, SOPAT, Paris, 2009 (contient une interview d'Aziz Chouaki, 14 min)
- L'Étoile d'Alger de Rachid Benhadj, projection en avant-première salle Ibn Zeydoun à Alger, 2016
- Timgad, co-scénariste, réalisation Fabrice Benchaouche, sortie en septembre 2016